# Магрини, Джузеппе
Джузеппе Магрини (итал. Giuseppe Magrini; 25 ноября 1857 года, Милан — 20 декабря 1926 года, Монца) — итальянский виолончелист и музыкальный педагог.
На протяжении полутора десятилетий первая виолончель в оркестре оперного театра «Ла Скала». Совместно со скрипачом Джероламо де Анджелисом осуществил редактуру оркестровых партий последней оперы Джузеппе Верди «Фальстаф», а затем оперы Джакомо Пуччини «Манон Леско». Магрини считался отличным исполнителем, однако склонным несколько выпячивать свою партию — и, как утверждается, с приходом Артуро Тосканини к руководству оркестром это привело к отставке Магрини в 1900 году.
Многолетний профессор Миланской консерватории. Среди его учеников — Энрико Майнарди и Луиджи Стефано Джарда.